# 早田みゆき
早田 みゆき（はやた みゆき、1958年8月16日 - ）は、日本の元女優。本名、町田 幸枝。
東京都出身。富士企画に所属していた。

## 来歴・人物
小学1年生より少女雑誌のモデルとして活動し、東宝芸能学校児童科に通っていた。1972年、NHK『連想ゲーム』のアシスタントを経て、1973年にTBSドラマ『お姉ちゃん』 でに女優デビュー。
東京都立紅葉川高等学校一年生のとき、特撮テレビ番組『仮面ライダーX』（毎日放送）にレギュラー出演。1975年には『アクマイザー3』（NET）でもレギュラーを務めた。同番組は第27話を以って降板しているが、これは撮影が忙しく高校の出席日数が足りなくなり「どうしても降りたい」という早田からの要望によるものだった。
特技は、ドラム演奏、スキー。ドラムは、ドラマーの白木秀雄に師事し、1969年の全日本ライトミュージックコンテストで特別賞を受賞している。

## 出演

### テレビドラマ
- お姉ちゃん（1973年 - 1974年、TBS） - 直子
- 仮面ライダーX 第15話「ゴッド秘密基地! Xライダー潜入す!!」 - 第35話「さらばXライダー」（1974年、MBS） - マコ
- ザ★ゴリラ7 第6話「お湯に群がる野獣ども」（1975年、NET）
- アクマイザー3 第1話「なぜだ?! ザビタンの反逆!」 - 第27話「なぜだ?! ザビタンが吹っ飛んだ」（1975年 - 1976年、NET） - 渚ジュン
- 新宿警察 第22話「新宿・初恋」（1976年、CX）
- 刑事くん 第4部 第13話「セーラー服は抗議する」（1976年、TBS）
- 円盤戦争バンキッド 第3話「ハマキ型母船出現の謎」（1976年、NTV） - 香代子
- ご存知!女ねずみ小僧 第5話「いのちの峠七曲り」（1977年、CX） - お菊

### 映画
- 五人ライダー対キングダーク（1974年、東映） - マコ

### その他のテレビ番組
- 連想ゲーム（NHK） - アシスタント（1972年10月 - 1973年3月）